# Sapa inkakuna
Sapa inkakuna o Genealogía inca, es un óleo sobre lienzo de autor desconocido realizado en Cusco aproximadamente en algún punto del siglo XVIII. Es parte de la colección pictórica del Museo Nacional de Arqueología, Antropología e Historia del Perú (Pueblo Libre, Lima). La pintura retrata a la Casa real incaica, pertenece a la escuela cuzqueña en el Virreinato del Perú.